# 斑氏新雀鯛
斑氏新雀鯛（學名：Neopomacentrus bankieri），是輻鰭魚綱鱸形目雀鯛科新雀鯛屬的其中一種，分布於西太平洋，目前有2個族群分布，一為中國南部至爪哇海，另一為澳洲昆士蘭東部至新幾內亞南部海域，深度3至12公尺，本魚體呈橢圓形且側扁，吻短且圓鈍，具頷齒，體被櫛鱗，尾鰭深叉形，上下葉延伸呈絲狀，體色為灰褐色至藍紫色，胸鰭基部有一黑色圓斑，臀鰭後緣及、背鰭後緣及尾鰭為橘黃色，尾鰭上下葉尖端黑色，背鰭硬棘13枚、背鰭軟條11枚、臀鰭硬棘2枚、臀鰭軟條11-12枚，體長可達8公分，棲息在珊瑚礁區，成小群活動，以浮游生物為食，繁殖期時成對出現，雄魚會守護卵直到孵化，生活習性不明，可做為觀賞魚。